# Bedburdyck
Bedburdyck is een dorp in de gemeente Jüchen in Noordrijn-Westfalen.

## Geschiedenis
Tot 1567 was de plaats gekend als Bedebuer. Het was een zelfstandige kerkelijke heerlijkheid of kerspel, die niet afhing van het nabije hertogdom Kleef. De heren van het Kasteel van Dyck gaven het plaatsje nadien de samengestelde naam Bedbur-Dyck.  Na de Franse bezetting in 1794 kwam de plaats in 1815 bij het koninkrijk Pruisen.